# 明迪·羅賓遜
明迪·羅賓遜（英語：Mindy Robinson，1980年2月14日—）是一位美國女演員、模特兒和主持人。出演作品包括《熊麻吉》（2012年）、《索命影帶2》（2013年）和《15區》（2016年）。2016年，她於電影《風飛鯊4》中客串。
羅賓遜常與UFC重量級冠軍兼演員的蘭迪·寇楚在一起工作，而被視為他的長期女友。
她也編寫並主演了網路劇《Veronique Von Venom: Horror Hostess Hottie》（2012年至2013年），其中模特兒Bailey Ryan亦有參演。
三圍是32E-24-36。

## 外部連結
- Mindy Robinson在互联网电影资料库（IMDb）上的資料（英文）
- Mindy Robinson （页面存档备份，存于） at Model Mayhem
- Mindy Robinson在爛番茄上的頁面（英文）
- Mindy Robinson's 官方網站 （页面存档备份，存于）
- Mindy Robinson's Facebook頁面 （页面存档备份，存于）
- Mindy Robinson's Gab帳號 （页面存档备份，存于）
- Mindy Robinson's YouTube頻道